# کلامیدیا
کلامیدیا (Chlamydia) یک سرده از باکتری‌های بیماری‌زا و گرم منفی است که انگل اجباری درون‌سلولی هستند. عفونت کلامیدیایی، شایع‌ترین عفونت باکتریایی منتقله از راه تماس جنسی در انسان و عامل اصلی ابتلا به نابینایی عفونی هستند.
کلامیدیاها هرچند گونه‌ای باکتری هستند ولی به دلیل کامل نبودن اندامکها لزوماً یک انگل داخل سلولی می‌باشند.
یکی از مهم‌ترین گونه‌های کلامیدیا کلامیدیا تراکوماتیس است. کلامیدیا تراکوماتیس، عامل بروز عفونت‌های کلامیدیایی در دستگاه تناسلی انسان و تراخم است. علاوه بر گونهٔ تراکوماتیس، گونه‌های کلامیدیا پسی‌تاسی (Chlamydia psittaci)، کلامیدیا ابورتوس (Chlamydia abortus) و کلامیدیا پنومونی، (Chlamydia pneumoniae) برای انسان، بیماری‌زا هستند.
برخی از گونه‌های کلامیدیا در جانوران دیگر ایجاد بیماری می‌کنند. کلامیدیا سویس (Chlamydia suis)، تنها در خوک‌ها و کلامیدیا موریداروم (Chlamydia muridarum)، موش‌ها و همسترها را آلوده می‌کنند.

## کلامیدیا تراکوماتیس
کِلامیدیا تِراکوماتیس، باکتری گرم منفی و داخل سلولی اجباری است که در سردهٔ کلامیدیا قرار گرفته‌است. اجسام انکلوزیونی کلامیدیا تراکوماتیس، اولین بار در سال ۱۹۴۲ توصیف شدند. فیفان تانگ در سال ۱۹۵۷ برای اولین بار این باکتری را در کیسه زرده تخم‌مرغ کشت داد.
کلامیدیا تراکوماتیس دارای سه سرووار (سروتیپ) است:
- سرووارهای Ab, B، Ba یا C که موجب بیماری تراخم می‌شوند.
- سرووارهای D تا K که در اورتریت، عفونت‌های التهابی لگن، حاملگی خارج‌رحمی، پنومونی و ورم ملتحمه در نوزادان نقش دارد.
- سرووارهای L1 ،L2 و L3 که در بیماری لنفوگرانولوما ونروم (به لاتین: lymphogranuloma venereum) نقش دارند.[۵]